# Uông Đông Hưng
Uông Đông Hưng (汪東興, pinyin: Wāng Dōngxīng, 1 tháng 1 năm 1916 - 21 tháng 8 năm 2015), sinh tại Dặc Dương, Giang Tây, là vệ sĩ chính của Mao Trạch Đông trong thời kỳ Cách mạng Văn hóa.
Là chỉ huy Trung đoàn đặc biệt 8341, lực lượng vệ sĩ ưu tú cá nhân của Mao, nhưng đã bị sa thải bởi Mao vì "bảo vệ quá mức", và gửi đến một trại lao động cải tạo. Ông sau đó đã được phục hồi. Uông Đông Hưng là nhân tố quan trọng trong cuộc đảo chính chống lại nhóm Tứ nhân bang ngay lập tức sau cái chết của Mao (năm 1976).
Ông nổi bật dưới thời kỳ Hoa Quốc Phong, là một trong năm thành viên của Ban Thường vụ Bộ Chính trị Đảng Cộng sản Trung Quốc kỳ 11, một ủy ban mà các thành viên thay đổi từ 5 đến 9 và bao gồm các lãnh đạo hàng đầu của Đảng Cộng sản Trung Quốc. Ông bị mất quyền lực khi Đặng Tiểu Bình nắm quyền lực tối cao và đã bị tước đoạt tất cả các chức vụ, năm 1977 ông mất chức vụ Phó Chủ tịch Đảng CSTQ vào tay Hồ Diệu Bang, tháng 2 năm 1980 ông bị loại ra khỏi Ban Thường vụ Bộ Chính trị.
Cuối cùng, để ghi nhận vai trò của ông trong cuộc đảo chính và thể hiện tín hiệu rằng kẻ thù chính trị sẽ không còn bị đàn áp, Uông được bầu vào chức ủy viên dự khuyết của Ủy ban Trung ương Đảng Cộng sản Trung Quốc lần thứ 12 năm 1982 của Đại hội Đảng toàn quốc. Sau Đại hội Đảng lần thứ 13 (1987), ông không còn hoạt động chính trị.
Ngày 21 tháng 8 năm 2015, ông qua đời tại Bắc Kinh.